# Brenda Hampton
Brenda Hampton, född den 19 augusti 1951 i Atlanta, Georgia, USA. Amerikansk producent och författare till den kända TV-serien (Sjunde Himlen). Brenda har pruducerat många TV-serier i USA men Sjunde Himlen är hennes mest kända.